# Citația (film)
Summoned (Citația) este un film de televiziune american din 2013, scris și regizat de Peter Sullivan; cu Cuba Gooding, Jr., Ashley Scott⁠(d) și Bailey Chase⁠(d) în rolurile principale.  

## Rezumat
Laura devine îngrijorată după ce colegii ei, membri ai unui fost juriu, încep să moară în funcție de numărul lor. Pe măsură ce numărul ei se apropie, Laura se grăbește pentru a afla ce anume cauzează crimele inexplicabile înainte de a deveni o victimă.

## Distribuție
- Cuba Gooding, Jr. -- detectivul Callendar
- Ashley Scott -- Laura Price
- Bailey Chase -- detectivul Michael Lyons
- James Hong -- rolul lui Frank
- Tichina Arnold -- Mylene
- Tim Abell -- George Harris